# Jacques Genest (médecin)
Pour les articles homonymes, voir Jacques Genest.
Le Dr. Jacques Genest est un médecin québécois né à Montréal le 29 mai 1919 et mort dans la même ville le 5 janvier 2018.
Il a mis sur pied le Conseil de la recherche en santé du Québec qui devient par la suite le Fonds de la recherche en santé du Québec. Il fonde ensuite l'Institut de recherches cliniques de Montréal. Il a travaillé sur l’hypertension artérielle.

## Biographie
Après ses années au collège Jean-de-Brébeuf, Jacques Genest entame ses études de médecine à l'Université de Montréal. Il complète sa résidence en médecine interne et en pathologie à l’Hôtel-Dieu, avant d'aller à l’Hôpital Johns-Hopkins de Baltimore pour son fellowship en recherche. Il entrera au Rockefeller Hospital for Medical Research de New York en tant qu'assistant en médecine et associé en recherche.
À son retour au Québec, il est mandaté par le gouvernement pour étudier l'état de la recherche dans la province. À la suite de visites dans de grandes universités et centres de recherche européens et américains, il en vient à la conclusion que le Québec est en retard dans ce secteur.
En 1952, il fonde le premier département de recherche clinique de l'hôpital Hôtel-Dieu de Montréal. Bien qu'ayant la confiance de la direction, le projet est mal accueilli par ses collègues médecins, voyant d'un mauvais œil qu'un médecin puisse être salarié et libéré de ses tâches cliniques pour se consacrer à sa recherche sur l'hypertension. De plus, le manque de financement et les lieux exigus compliquent l'essor du département.
Au vu des résultats scientifiques obtenus, la perception de ses collègues s'améliore et en 1955, le département est reconnu par le Collège royal des médecins et chirurgiens du Canada « pour l'entraînement dans les sciences de base ». Le département devient le seul lieu offrant à la fois une formation clinique et en recherche pour les médecins. Jacques Genest accède en 1958 à la présidence du conseil médical de l'Hôtel-Dieu de Montréal. De plus, il crée le Club de recherches cliniques du Québec, un lieu d'échange pour les chercheurs francophones.
Mieux implanté dans son milieu, le département de recherches cliniques de l'Hôtel-Dieu recrute une soixante de chercheurs entre 1952 et 1967. Le département entretient des liens étroits avec Dr JSL Browne, le directeur du department of Investigative Medecine de l'Université McGill, qui propose aux stagiaires de compléter leurs études cliniques par une solide formation théorique.
En 1964, Jacques Genest est nommé directeur du Département de médecine de la Faculté de médecine de l'Université de Montréal. Il continue dans un même temps à travailler à l'élaboration d'un conseil de recherches médicales du Québec qui permettrait un financement gouvernemental de la recherche. Encore aujourd'hui, le Fonds de la recherche en santé du Québec (FRSQ) alloue bourses et subventions aux chercheurs en sciences de la santé.
Cette même année, l'Université McGill offre à Jacques Genest le poste de doyen de sa Faculté de médecine. Cette position lui offre les appuis permettant la mise sur pied d'un institut de recherche. Avec l'aide de l'avocat Marcel Piché, ils fondent la corporation du Centre médical Claude-Bernard grâce aux crédits alloués par Alphonse Couturier, ministre de la Santé du gouvernement du Québec. En 1965, le centre est nommé Institut de diagnostic et de recherches cliniques de Montréal et n'adopte son nom actuel d'Institut de recherches cliniques de Montréal qu'en 1986. Il le dirige depuis la fondation, en 1967, jusqu'en 1984. Il a contribué à l'établissement d'un centre de bioéthique dans les murs de l'IRCM.

## Le scientifique
Son intérêt pour l'hypertension artérielle l’amène à comprendre le rôle et les interactions du sodium, de l'aldostérone, et de l'angiotensine II dans le système rénine-angiotensine. Il établit des tests de mesure de l'activité de la rénine dans le plasma, molécule importante dans le diagnostic de l'hypertension rénovasculaire et les probabilités de succès d'une intervention chirurgicale.
De plus, il travaille sur le facteur natriurétique présent dans les oreillettes. Cette maladie fatale, l'hypertension artérielle, peut désormais être maîtrisée, entre autres grâce aux avancées de Dr Genest qui ont mené au développement de médicaments contrôlant la tension artérielle chez ces patients.

## Honneurs
Il reçoit 12 doctorats honorifiques et de nombreux prix. Il est professeur émérite de l'Université de Montréal et membre émérite de l'ACFAS.
- 1963 - Prix Gairdner
- 1965 - Prix Acfas Urgel-Archambault
- 1965 - Fellow de la Société royale du Canada
- 1967 - Compagnon de l'Ordre du Canada
- 1968 - Médaille Flavelle
- 1977 - Prix Marie-Victorin
- 1980 - Prix de l'œuvre scientifique (AMLFC)
- 1986 - Prix Izaak-Walton-Killam
- 1991 - Grand officier de l'Ordre national du Québec
- 1993 - Prix James H. Graham
- 1994 - Temple de la renommée médicale canadienne
- 1996 - Prix Michel-Sarrazin
- 1996 - Prix Armand-Frappier
- 1998 - Prix Marcel-Piché
- 2000 - Membre des Grands Montréalais
- 2001 - Prix FCAR

### Œuvres choisies
- M. Cantin & J. Genest, The heart as an endocrine gland. Hypertension. 1987 Nov;10(5 Pt 2):I118-21.
- J. Genest & M. Cantin, Atrial natriuretic factor. Circulation. 1987 Jan;75(1 Pt 2):I118-24.
- D. Ganten, J.L. Minnich, P. Granger, K. Hayduk, H.M. Brecht, A. Barbeau, R. Boucher & J. Genest, Angiotensin-forming enzyme in brain tissue. Science. 1971 Jul 2;173(991):64-5.
- J. Genest, W. Nowaczynski, R. Boucher & O. Kuchel, Role of the adrenal cortex and sodium in the pathogenesis of human hypertension. Can Med Assoc J. 1978 Mar 4;118(5):538-49.
- J. Genest, W. Nowaczynski, R. Boucher, O. Kuchel & J.M. Rojo-Ortega, Aldosterone and renin in essential hypertension. Can Med Assoc J. 1975 Sep 6;113(5):421-31.